# Кукелево (Хабаровский край)
Ку́келево — село в Вяземском районе Хабаровского края России.
Стоит на правом берегу реки Уссури в двух километрах выше устья реки Подхорёнок, на российско-китайской границе. Село Кукелево находится в пограничной зоне, въезд по пропускам.
Дорога к селу Кукелево идёт на запад от пос. Дормидонтовка (на автотрассе «Уссури»). Расстояние до Дормидонтовки около 12 км, расстояние до районного центра города Вяземский около 42 км (на юг по автотрассе). До Хабаровска около 97 км.

## История
Это второе после села Шереметьево поселение, которое имеет столь давнюю историю. Село было названо по имени начальника штаба Забайкальского казачьего войска Бронислава Казимировича Кукеля. Дальневосточная окраина осваивалась переселенцами из Даурии, которые добирались в эти глухие места на плотах. Фамилии казаков-первопроходцев, заложивших поселок: Дьячковы, Кибиревы, Колмогоровы, Макаровы, Новиковы, Пастухины, Пономаревы, Таскаевы, Ташлыковы, Терпуговы, Харины, Чупровы, Щепины.
В годы Гражданской войны в Кукелево в январе 1920 года проходил объединительный съезд рабочих, крестьянских и партизанских представителей Хабаровского уезда. На него собрались делегаты из десяти соседних волостей, командиры пяти партизанских отрядов, восьми казачьих станиц, которые единодушно выступили за скорейшее изгнание из Приамурья японских интервентов и белогвардейцев.
14—15 декабря 1921 года, потеряв станцию Розенгартовка (село Лермонтовка Бикинского района), 6-й стрелковый полк и батальон 5-го стрелкового полка стали с арьергардными боями отходить на ст. Верино (пос. Переяславка), куда с большим опозданием подтягивались перебрасываемые на помощь фронту батальон 4-го стрелкового полка, 4-й кавалерийский полк, 4-й и 5-й пограничные кавалерийские дивизионы. В Покровке (в наст. время в Бикинском районе) выгружался прибывший из Забайкалья Особый Амурский полк. Командование Народно-революционной армии предполагало после сосредоточения этих частей организовать отпор противнику на рубеже Кукелево — станция Верино. 15 декабря конная группа белых, совершив обход по китайской территории, произвела налёт на ст. Дормидонтовка и подожгла железнодорожные мосты севернее станции Вяземская (город Вяземский). Головным частям Народно-революционной армии удалось отбросить противника и проложить путь по горевшим мостам для отхода главных сил на север. Стремясь перерезать путь отхода частям Народно-революционной армии, белые направили 17 декабря свою конную группу в обход хребта Большой Хехцир с юга на деревню Невельскую. Вслед за конницей они послали пехотную группу в составе Боткинского, Ижевского пехотных полков и Уральского казачьего полка при двух орудиях. Общая численность этих частей достигала 650 штыков и 1500 сабель. Подступы к Невельской и деревне Казакевичево прикрывал только сводный отряд коммунистов Хабаровской партийной организации в 150 человек. Отряд мужественно встретил превосходившего в несколько раз врага. В развернувшемся ожесточённом бою он почти весь погиб, но не отступил ни на шаг. В тот же день (17 декабря) белые заняли Невельскую и начали продвигаться на Казакевичево. Командующий частями Народно-революционной армии помглавкома НРА С. М. Серышев направил сюда 4-й кавалерийский и Особый Амурский полки. В то же время угроза, нависшая в связи с быстрым продвижением противника вдоль реки Уссури, вынудила главные силы Народно-революционной армии оставить станцию Верино и отойти в район разъезда Кругликово и станции Корфовская.

## Население
| 1926 | 2002 | 2010 | 2011 | 2012 | 2013 | 2014 |
| ---- | ---- | ---- | ---- | ---- | ---- | ---- |
| 419  | ↘271 | ↘219 | →219 | ↘210 | ↗214 | ↘212 |
| 2015 | 2016 | 2017 | 2018 | 2019 | 2020 | 2021 |
| ↗214 | ↗223 | ↗241 | ↗242 | ↗254 | →254 | ↘150 |

## Экономика
- Отделение ОАО «Хорское» — выращивают зерновые культуры
- Одно фермерское хозяйство
- 49 личных подсобных хозяйств
- Бюджет поселения: в 2010 году собственные доходы составили 292 тыс.рублей, расходы — 2 млн.500 тыс.руб.

## Достопримечательности
Поселения древних людей на берегу реки Уссури:
- «Кукелево. Поселение-1», 1-е тысячелетие до н. э.. Обследовано Медведевым В. Е.
- «Кукелево. Поселение-2», в 60 м выше первого поселения.